# Liste der Bodendenkmäler in Moosthenning
Auf dieser Seite sind die Bodendenkmäler in der niederbayerischen Gemeinde Moosthenning zusammengestellt. Diese Tabelle ist eine Teilliste der Liste der Bodendenkmäler in Bayern. Grundlage ist die Bayerische Denkmalliste, die auf Basis des Bayerischen Denkmalschutzgesetzes vom 1. Oktober 1973 erstmals erstellt wurde und seither durch das Bayerische Landesamt für Denkmalpflege geführt wird. Die folgenden Angaben ersetzen nicht die rechtsverbindliche Auskunft der Denkmalschutzbehörde.

## Bodendenkmäler der Gemeinde Moosthenning

### Bodendenkmäler in der Gemarkung Dornwang
| Lage                | Objekt | Akten-Nr.     | Bild |
| ------------------- | --- | ------------- | ---- |
| Dornwang (Standort) | Teilstück einer Straße der römischen Kaiserzeit. | D-2-7340-0063 |      |
| Dornwang (Standort) | Siedlung und Bestattungsplatz der späten Latènezeit. Verebnetes Grabenwerk vor- und frühgeschichtlicher Zeitstellung, wohl Viereckschanze der späten Latènezeit. | D-2-7340-0064 |      |
| Dornwang (Standort) | Siedlung der Urnenfelder- oder Hallstattzeit sowie der späten Latènezeit. Bestattungsplatz der späten Latènezeit. | D-2-7340-0065 |      |
| Dornwang (Standort) | Siedlung und zwei verebnete Grabenwerke vor- und frühgeschichtlicher Zeitstellung. | D-2-7340-0066 |      |
| Dornwang (Standort) | Siedlung des Mittelneolithikums sowie der Münchshöfener und Altheimer Gruppe. | D-2-7340-0069 |      |
| Dornwang (Standort) | Verebnetes Grabenwerk vor- und frühgeschichtlicher Zeitstellung. Siedlung neolithischer Zeitstellung, unter anderem des Mittelneolithikums, der Stichbandkeramik, der Gruppe Oberlauterbach, der Münchshöfener und Altheimer Gruppe, der Bronzezeit, Urnenfelder- und späten Latènezeit sowie der römischen Kaiserzeit. | D-2-7340-0070 |      |
| Dornwang (Standort) | Zwei verebnete winklige Gräben (eines Grabenwerkes) und Siedlung vor- und frühgeschichtlicher Zeitstellung. | D-2-7340-0072 |      |
| Dornwang (Standort) | Siedlung der Münchshöfener Gruppe. | D-2-7340-0073 |      |
| Dornwang (Standort) | Siedlung vor- und frühgeschichtlicher Zeitstellung. | D-2-7340-0138 |      |
| Dornwang (Standort) | Siedlung und verebnetes Grabenwerk vor- und frühgeschichtlicher Zeitstellung. | D-2-7340-0139 |      |
| Dornwang (Standort) | Siedlung vor- und frühgeschichtlicher Zeitstellung. | D-2-7340-0140 |      |
| Dornwang (Standort) | Siedlung vor- und frühgeschichtlicher Zeitstellung. | D-2-7340-0141 |      |
| Dornwang (Standort) | Verebnetes Grabenwerk und Siedlung vor- und frühgeschichtlicher Zeitstellung. | D-2-7340-0142 |      |
| Dornwang (Standort) | Siedlung vor- und frühgeschichtlicher Zeitstellung. | D-2-7340-0143 |      |
| Dornwang (Standort) | Siedlung vor- und frühgeschichtlicher Zeitstellung. | D-2-7340-0145 |      |
| Dornwang (Standort) | Untertägige Befunde des Mittelalters und der frühen Neuzeit im Bereich der Katholischen Kirche St. Martin mit zugehörigem, ummauerten Friedhof in Dornwang, darunter die Spuren von Vorgängerbauten bzw. älteren Bauphasen. Siehe auch: St. Martin (Dornwang)                                                           | D-2-7340-0320 |      |

### Bodendenkmäler in der Gemarkung Lengthal
| Lage                | Objekt | Akten-Nr.     | Bild |
| ------------------- | --- | ------------- | ---- |
| Lengthal (Standort) | Turmhügel des Mittelalters. Siehe auch: Turmhügel Kattenbach | D-2-7240-0022 |      |
| Lengthal (Standort) | Siedlung vor- und frühgeschichtlicher Zeitstellung. | D-2-7340-0074 |      |
| Lengthal (Standort) | Burgstall des Mittelalters. Siehe auch: Burgstall Schlossberg (Unterholsbach) | D-2-7340-0075 |      |
| Lengthal (Standort) | Frühmittelalterliche Abschnittsbefestigung mit zwei Wällen. Siehe auch: Abschnittsbefestigung Oberholsbach | D-2-7340-0076 |      |
| Lengthal (Standort) | Siedlung vor- und frühgeschichtlicher Zeitstellung. | D-2-7340-0146 |      |
| Lengthal (Standort) | Siedlung vor- und frühgeschichtlicher Zeitstellung. | D-2-7340-0147 |      |
| Lengthal (Standort) | Siedlung vor- und frühgeschichtlicher Zeitstellung. | D-2-7340-0148 |      |
| Lengthal (Standort) | Siedlung vor- und frühgeschichtlicher Zeitstellung. | D-2-7340-0149 |      |
| Lengthal (Standort) | Siedlung vor- und frühgeschichtlicher Zeitstellung. | D-2-7340-0150 |      |
| Lengthal (Standort) | Verebnete Grabhügel vorgeschichtlicher Zeitstellung und Siedlung des Neolithikums. | D-2-7340-0151 |      |
| Lengthal (Standort) | Verebneter Graben (eines kreisförmigen Grabenwerkes), Siedlung und verebneter Kreisgraben vor- und frühgeschichtlicher Zeitstellung. | D-2-7340-0152 |      |
| Lengthal (Standort) | Siedlung vor- und frühgeschichtlicher Zeitstellung. | D-2-7340-0153 |      |
| Lengthal (Standort) | Siedlung vor- und frühgeschichtlicher Zeitstellung. | D-2-7340-0154 |      |
| Lengthal (Standort) | Siedlung vor- und frühgeschichtlicher Zeitstellung. | D-2-7340-0337 |      |
| Lengthal (Standort) | Untertägige Befunde der frühen Neuzeit in der historischen Ortswüstung von Unterhollerau. | D-2-7340-0342 |      |
| Lengthal (Standort) | Untertägige Befunde des Mittelalters und der frühen Neuzeit im Bereich der Katholischen Kirche St. Ägidius mit zugehörigem, ummauerten Friedhof in Lengthal, darunter die Spuren von Vorgängerbauten bzw. älteren Bauphasen. Siehe auch: St. Ägidius (Lengthal) | D-2-7340-0351 |      |

### Bodendenkmäler in der Gemarkung Moosthenning
| Lage                    | Objekt | Akten-Nr.     | Bild |
| ----------------------- | --- | ------------- | ---- |
| Moosthenning (Standort) | Verebnete Viereckschanze der späten Latènezeit. | D-2-7340-0077 |      |
| Moosthenning (Standort) | Frühmittelalterliche Reihengräber. | D-2-7340-0155 |      |
| Moosthenning (Standort) | Siedlung vor- und frühgeschichtlicher Zeitstellung. | D-2-7340-0156 |      |
| Moosthenning (Standort) | Untertägige Befunde des Mittelalters und der frühen Neuzeit im Bereich der Katholischen Kirche St. Maria mit zugehörigem, ummauerten Friedhof in Moosthenning, darunter die Spuren von Vorgängerbauten bzw. älteren Bauphasen. Siehe auch: St. Maria (Moosthenning) | D-2-7340-0362 |      |
| Moosthenning (Standort) | Frühmittelalterliche Reihengräber. | D-2-7341-0271 |      |

### Bodendenkmäler in der Gemarkung Ottering
| Lage                | Objekt | Akten-Nr.     | Bild |
| ------------------- | --- | ------------- | ---- |
| Ottering (Standort) | Grabhügel vorgeschichtlicher Zeitstellung, unter anderem der mittleren Bronzezeit. | D-2-7241-0001 |      |
| Ottering (Standort) | Siedlung vor- und frühgeschichtlicher Zeitstellung. | D-2-7241-0003 |      |
| Ottering (Standort) | Grabhügel vorgeschichtlicher Zeitstellung, unter anderem der mittleren Bronzezeit. | D-2-7241-0005 |      |
| Ottering (Standort) | Siedlung vor- und frühgeschichtlicher Zeitstellung. | D-2-7241-0051 |      |
| Ottering (Standort) | Untertägige Befunde des Mittelalters und der frühen Neuzeit im Bereich der Katholischen Pfarrkirche St. Johannes der Täufer und Johannes Evangelist mit zugehörigem, ummauerten Friedhof in Ottering, darunter die Spuren von Vorgängerbauten bzw. älteren Bauphasen. | D-2-7241-0220 |      |
| Ottering (Standort) | Bestattungsplatz des frühen Mittelalters. | D-2-7241-0225 |      |
| Ottering (Standort) | Siedlung vor- und frühgeschichtlicher Zeitstellung. | D-2-7341-0003 |      |
| Ottering (Standort) | Siedlung der Linearbandkeramik. | D-2-7341-0004 |      |
| Ottering (Standort) | Siedlung vor- und frühgeschichtlicher Zeitstellung. | D-2-7341-0005 |      |
| Ottering (Standort) | Zwei Grabenstücke (einer Abschnittsbefestigung) vor- und frühgeschichtlicher oder mittelalterlich-frühneuzeitlicher Zeitstellung. | D-2-7341-0006 |      |
| Ottering (Standort) | Verebnetes Grabenwerk vor- und frühgeschichtlicher Zeitstellung oder verebneter Burgstall des Mittelalters. | D-2-7341-0007 |      |
| Ottering (Standort) | Siedlung der Stichbandkeramik und der Bronzezeit. | D-2-7341-0158 |      |
| Ottering (Standort) | Siedlung vor- und frühgeschichtlicher Zeitstellung. | D-2-7341-0272 |      |
| Ottering (Standort) | Siedlung vor- und frühgeschichtlicher Zeitstellung. | D-2-7341-0273 |      |
| Ottering (Standort) | Verebnete Grabhügel vorgeschichtlicher Zeitstellung. | D-2-7341-0275 |      |
| Ottering (Standort) | Verebnete Grabhügel vorgeschichtlicher Zeitstellung. | D-2-7341-0276 |      |
| Ottering (Standort) | Verebnete Grabhügel vorgeschichtlicher Zeitstellung sowie verebnetes viereckiges Grabenwerk und Siedlung vor- und frühgeschichtlicher Zeitstellung. | D-2-7341-0277 |      |
| Ottering (Standort) | Verebnetes Grabenwerk vor- und frühgeschichtlicher Zeitstellung. | D-2-7341-0278 |      |
| Ottering (Standort) | Körpergräber vor- und frühgeschichtlicher oder mittelalterlich-frühneuzeitlicher Zeitstellung. | D-2-7341-0279 |      |
| Ottering (Standort) | Untertägige Befunde der frühen Neuzeit im Bereich der Katholischen Kirche St. Petrus und Paulus in Töding, darunter die Spuren von Vorgängerbauten bzw. älteren Bauphasen. Siehe auch: St. Petrus und Paulus (Töding)                                                 | D-2-7341-0403 |      |
| Ottering (Standort) | Frühneuzeitliche Hofwüstung Königsberger. | D-2-7341-0405 |      |

### Bodendenkmäler in der Gemarkung Rimbach
| Lage               | Objekt | Akten-Nr.     | Bild |
| ------------------ | --- | ------------- | ---- |
| Rimbach (Standort) | Verebnete Grabhügel vorgeschichtlicher Zeitstellung. | D-2-7340-0006 |      |
| Rimbach (Standort) | Siedlung der Münchshöfener Gruppe und der Bronzezeit. | D-2-7340-0007 |      |
| Rimbach (Standort) | Siedlung vor- und frühgeschichtlicher Zeitstellung. | D-2-7340-0008 |      |
| Rimbach (Standort) | Siedlung der mittleren Bronzezeit. | D-2-7340-0067 |      |
| Rimbach (Standort) | Siedlung vor- und frühgeschichtlicher Zeitstellung. | D-2-7340-0068 |      |
| Rimbach (Standort) | Siedlung der mittleren bis späten Latènezeit. | D-2-7340-0079 |      |
| Rimbach (Standort) | Verebnete vorgeschichtliche Grabhügel und Siedlung vor- und frühgeschichtlicher Zeitstellung. | D-2-7340-0158 |      |
| Rimbach (Standort) | Siedlung vor- und frühgeschichtlicher Zeitstellung. | D-2-7340-0159 |      |
| Rimbach (Standort) | Siedlung vor- und frühgeschichtlicher Zeitstellung. | D-2-7340-0160 |      |
| Rimbach (Standort) | Siedlung vor- und frühgeschichtlicher Zeitstellung. | D-2-7340-0161 |      |
| Rimbach (Standort) | Siedlung vor- und frühgeschichtlicher Zeitstellung. | D-2-7340-0162 |      |
| Rimbach (Standort) | Verebneter Graben (einer Abschnittsbefestigung) vor- und frühgeschichtlicher Zeitstellung. | D-2-7340-0163 |      |
| Rimbach (Standort) | Siedlung vor- und frühgeschichtlicher Zeitstellung. | D-2-7340-0164 |      |
| Rimbach (Standort) | Siedlung vor- und frühgeschichtlicher Zeitstellung. | D-2-7340-0165 |      |
| Rimbach (Standort) | Verebnete vorgeschichtliche Grabhügel und Siedlung vor- und frühgeschichtlicher Zeitstellung. | D-2-7340-0166 |      |
| Rimbach (Standort) | Frühmittelalterliche Reihengräber. | D-2-7340-0276 |      |
| Rimbach (Standort) | Untertägige Befunde der frühen Neuzeit im Bereich der ummauerten Katholischen Wallfahrtskirche Hl. Dreifaltigkeit in Dreifaltigkeitsberg, darunter die Spuren von Vorgängerbauten bzw. älteren Bauphasen. Siehe auch: Hl. Dreifaltigkeit (Moosthenning)         | D-2-7340-0346 |      |
| Rimbach (Standort) | Untertägige Befunde des Mittelalters und der frühen Neuzeit im Bereich der Katholischen Kirche St. Nikolaus mit zugehörigem, ummauerten Friedhof in Rimbach, darunter die Spuren von Vorgängerbauten bzw. älteren Bauphasen. Siehe auch: St. Nikolaus (Rimbach) | D-2-7340-0348 |      |
| Rimbach (Standort) | Siedlung vor- und frühgeschichtlicher Zeitstellung. | D-2-7340-0363 |      |

### Bodendenkmäler in der Gemarkung Thürnthenning
| Lage                     | Objekt | Akten-Nr.     | Bild |
| ------------------------ | --- | ------------- | ---- |
| Thürnthenning (Standort) | Grabhügel vorgeschichtlicher Zeitstellung. | D-2-7241-0002 |      |
| Thürnthenning (Standort) | Siedlung vor- und frühgeschichtlicher Zeitstellung. | D-2-7341-0001 |      |
| Thürnthenning (Standort) | Siedlung des Neolithikums und der Bronzezeit. | D-2-7341-0002 |      |
| Thürnthenning (Standort) | Siedlung vor- und frühgeschichtlicher Zeitstellung. | D-2-7341-0280 |      |
| Thürnthenning (Standort) | Siedlung vor- und frühgeschichtlicher Zeitstellung. | D-2-7341-0281 |      |
| Thürnthenning (Standort) | Verebnetes Grabenwerk vor- und frühgeschichtlicher Zeitstellung. | D-2-7341-0282 |      |
| Thürnthenning (Standort) | Untertägige Befunde des Mittelalters und der frühen Neuzeit im Bereich der Katholischen Kirche St. Stephan in Großweiher, darunter die Spuren von Vorgängerbauten bzw. älteren Bauphasen. Siehe auch: St. Stephan (Großweiher)                                                                | D-2-7341-0397 |      |
| Thürnthenning (Standort) | Untertägige Befunde des Mittelalters und der frühen Neuzeit im Bereich der Katholischen Kirche St. Kilian in Schöndorf, darunter die Spuren von Vorgängerbauten bzw. älteren Bauphasen. Siehe auch: St. Kilian (Schöndorf)                                                                    | D-2-7341-0406 |      |
| Thürnthenning (Standort) | Untertägige Befunde des Mittelalters und der frühen Neuzeit im Bereich des abgegangenen, älteren Hofmarkssitzes in Thürnthenning. Siehe auch: Altes Schloss Thürnthenning | D-2-7341-0420 |      |
| Thürnthenning (Standort) | Untertägige Befunde des Mittelalters und der frühen Neuzeit im Bereich des abgegangenen, jüngeren Hofmarkssitzes in Thürnthenning. Siehe auch: Neues Schloss Thürnthenning | D-2-7341-0421 |      |
| Thürnthenning (Standort) | Untertägige Befunde des Mittelalters und der frühen Neuzeit im Bereich der Katholischen Kirche St. Johannes Nepomuk mit zugehörigem aufgelassenen Friedhof in Thürnthenning, darunter die Spuren von Vorgängerbauten bzw. älteren Bauphasen. Siehe auch: St. Johannes Nepomuk (Thürnthenning) | D-2-7341-0422 |      |
| Thürnthenning (Standort) | Untertägige Befunde der frühen Neuzeit im Bereich der Wies-Kapelle zum gegeißelten Heiland in Thürnthenning, darunter die Spuren von Vorgängerbauten bzw. älteren Bauphasen. | D-2-7341-0423 |      |